# Kathleen Rubins
Kathleen Hallisey Rubins (Farmington (Connecticut), 14 d'octubre de 1978) és una microbiòloga i astronauta de la NASA estatunidenca. Es va convertir en la 60a dona que va volar a l'espai quan es va llançar amb una nau Soiuz cap a l'Estació Espacial Internacional el 7 de juliol de 2016. Va tornar a la Terra al Kazakhstan el 30 d'octubre de 2016. Fou membre de la tripulació de les expedicions 48/49 i 63/64 de la Estació Espacial Internacional. Rubins ha passat un total de 300 dies, 1 hora i 31 minuts a l'espai, sent en aquell moment la quarta dona estatunidenca que passa més dies a l'espai.

## Biografia
Rubins va néixer a Farmington, Connecticut, i es va criar a Napa, Califòrnia. Va fer tasques a la casa per finançar una estada a l'Space Camp a setè grau. Aquesta estada la va inspirar a prendre més classes de matemàtiques i ciències a l'escola. Rubin es va convertir en el tercer alumne de l'Space Camp a volar a l'espai. El seu pare, Jim, encara resideix a Napa i la seva mare, Ann Hallisey, viu a Davis (Califòrnia).
Kathleen Rubins es va graduar a la Vintage High School de Napa en 1996. Va obtenir un Bachelor of Science en biologia molecular per la Universitat de Califòrnia, San Diego, i un doctorat en biologia del càncer pel Departament de Bioquímica, Microbiologia i Immunologia de la Facultat de Medicina de la Universitat Stanford. Va ser membre del capítol Kappa Lambda de la fraternitat Chi Omega mentre assistia a la UC San Diego.
Des que recorda, Rubins sempre havia volgut ser astronauta. La seva comprensió inicial va ser que primer hauria de convertir-se en pilot de caça i progressar a partir d'aquí, però després d'implicar-se amb la prevenció del VIH de salut pública a l'escola secundària, va desenvolupar un interès pels virus i la microbiologia i va decidir dedicar-s'hi primer. Algunes de les seves aficions inclouen pilotar avions, saltar en paracaigudes, submarinisme i participar en triatlons, en els quals era membre de l'equip de triatló de Stanford.

## Investigació en microbiologia
Rubins va realitzar la seva investigació de grau sobre la integració del VIH-1 al Laboratori de Malalties Infeccioses de l'Institut Salk d'Estudis Biològics. Va analitzar el mecanisme d'integració del VIH, incloent diversos estudis sobre inhibidors de la integrasa del VIH-1 i anàlisi a tot el genoma dels patrons d'integració del VIH a l'ADN genòmic de l'hoste. Va obtenir el seu doctorat. de la Universitat Stanford i, amb l' Institut de Recerca Mèdica de Malalties Infeccioses de l'exèrcit dels EUA i els Centres per al Control i la Prevenció de Malalties, Rubins (que va ser responsable de construir el seu microarray subjacent) i els seus companys van desenvolupar el primer model d'infecció per la verola. També va desenvolupar un mapa complet del transcriptoma del poxvirus i va estudiar les interaccions virus-hoste utilitzant sistemes de models animals i in vitro.
Rubins va acceptar un lloc de becari/investigador principal al Whitehead Institute for Biomedical Research (afiliat al MIT) i va dirigir un laboratori d'investigadors que estudiaven malalties víriques que afecten principalment l'Àfrica central i occidental. El treball al Rubins Lab es va centrar en els poxvirus i la interacció hoste-patògen, així com els mecanismes virals per regular la transcripció, la traducció i la descomposició de l'ARNm de la cèl·lula hoste. A més, va dur a terme investigacions sobre transcriptoma i seqüenciació del genoma d' Ebolavirus, Marburgvirus i Lassa mammarenavirus, i projectes de col·laboració amb l'exèrcit dels EUA per desenvolupar teràpies per a l'Ebola i Lassa.
La Dr. Rubins també va realitzar investigacions sobre la radiació espacial i el seu efecte sobre els astronautes. Els autors d'aquest estudi investiguen si el risc de mort induïda per l'exposició (REID) que la NASA havia acceptat era prou precís o no. Gran part de la radiació a l'espai prové de l'exposició iònica i l'activitat del cicle solar. Els autors de l'article de Nature conclouen que, tot i que hi ha limitacions a l'hora d'estimar els nivells de radiació als quals estan exposats els astronautes mentre estan a l'espai, cal fer més investigació sobre el tema.
Un altre estudi en què va participar el Dr. Rubins va ser l'anàlisi del cicle de vida d'una família de virus inclòs el virus de la verola. Els investigadors utilitzen marcadors basats en proteïnes fluorescents per controlar i analitzar la funció del virus Vaccinia. Aquest estudi va ser important per començar a treballar en el tractament de malalties com la verola del mico. La verola del mico és una malaltia zoonòtica originada a la selva tropical de l'Àfrica central i occidental. Es pot contraure la verola del mico entrant en contacte amb el virus d'un animal, humà o qualsevol material que hagi estat infectat amb el virus. L'any 2003, hi va haver un petit brot de verola del mico als Estats Units, que va motivar encara més la realització de l'estudi. Els resultats d'aquest estudi van proporcionar informació útil pel seguiment de l'activitat viral i la replicació. En aquest moment, encara no hi ha una cura per a la verola del mico, però es pot controlar.
Rubins va formar part de l'equip d'investigació que va investigar els efectes de la microgravetat sobre l'aïllament de l'ARN i l'anàlisi de PCR. Aquest estudi es va dur a terme mentre es trobava a bord de l'Estació Espacial Internacional (ISS). L'experiment realitzat va ser un dels primers exits al WetLab-2, una estació d'investigació per a la microbiologia a l'espai. Els resultats d'aquest estudi van ser increïblement valuosos per al futur de l'exploració espacial i l'anàlisi de mostres de l'entorn espacial.

## Carrera a la NASA

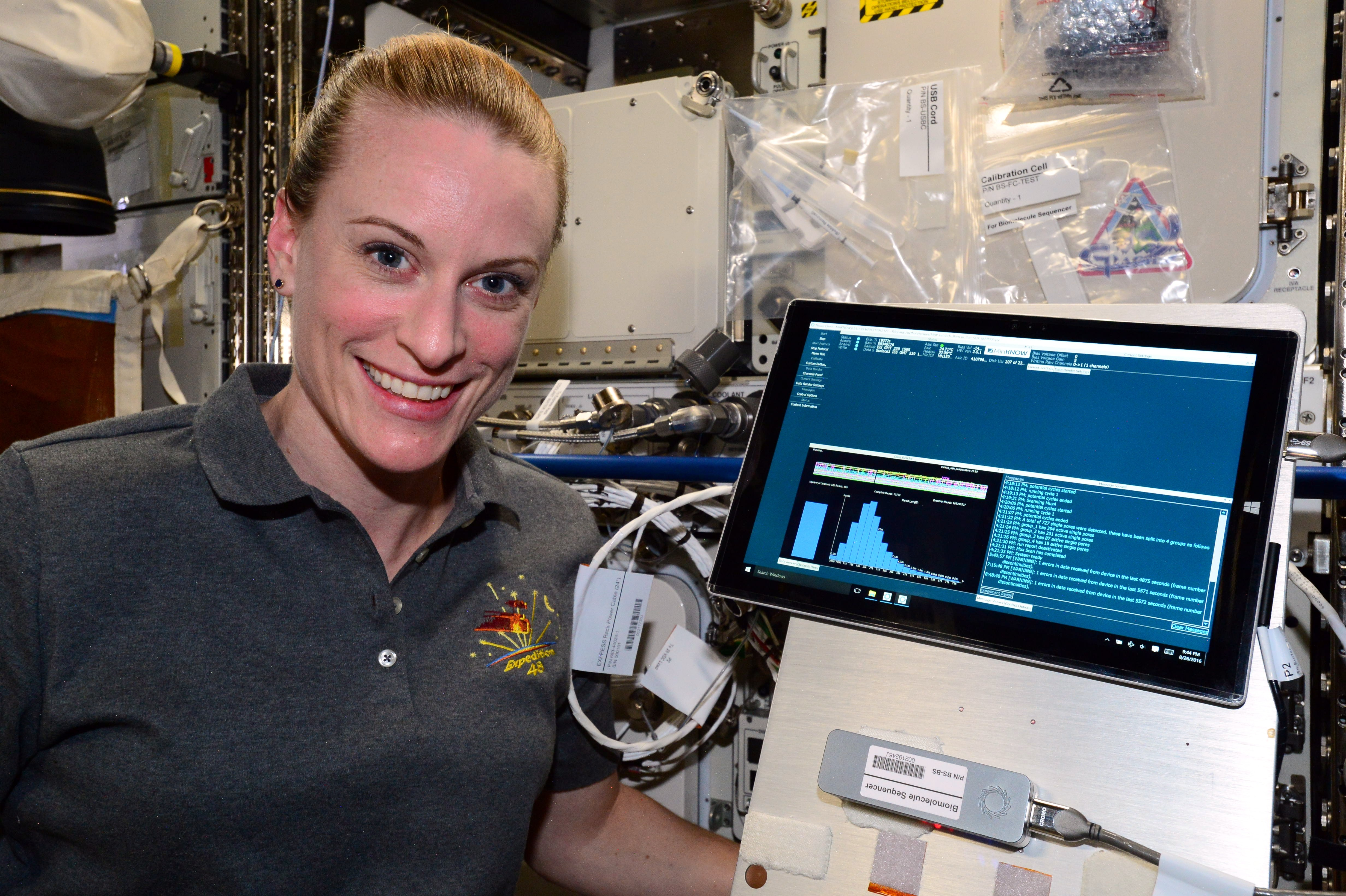
Rubins a bord de l'EEI amb el seqüenciador USB MinION (inferior dreta) que es va utilitzar en la primera seqüenciació d'ADN a l'espai, l'agost de 2016.

Rubins va ser seleccionada el juliol de 2009 com un dels 14 membres del Grup 20 d'Astronautes de la NASA. Es va graduar a la Formació de Candidats a Astronautes (Astronaut Candidate Training), on la seva formació incloïa sistemes de l'Estació Espacial Internacional (EEI), activitat extravehicular (EVA), robòtica, entrenament fisiològic, entrenament en vol T-38 i entrenament de supervivència en aigua i desert.
Es va convertir en la 60a dona a l'espai quan es va llançar a la Soiuz MS-01 el juliol de 2016. Es va inspirar en aprendre les constel·lacions amb el seu pare i anar a reunions locals d'«observació d'estrelles» i museus de ciència tan aviat com recordava quan era petita. Sempre havia estat fascinada amb la ciència i explorar el món.

### Expedició 48/49
Rubins va sortir de la Terra per primera vegada el 7 de juliol de 2016 a bord de la nova nau espacial Soiuz MS al costat del cosmonauta rus Anatoli Ivanishin i l'astronauta de la JAXA Takuya Onishi.
L'agost de 2016, Rubins es va convertir en la primera persona a seqüenciar ADN a l'espai. Rubins i els altres astronautes investigaven sobre com diagnosticar una malaltia o identificar microbis que creixen a l'Estació Espacial Internacional i determinar si representen o no una amenaça per a la salut. Kate Rubins va utilitzar una màquina disponible comercialment per seqüenciar l'ADN de ratolíns, virus i bacteris. A bord de l'EEI, va utilitzar un seqüenciador d'ADN de mà alimentat per USB anomenat MinION fet per Oxford Nanopore Technologies per determinar les seqüències d'ADN del ratolí, els bacteris E. coli i el virus del fag lambda. Formava part de l'experiment Biomolecule Sequencer, l'objectiu del qual era «proporcionar proves que la seqüenciació d'ADN a l'espai és possible, que té el potencial de permetre la identificació de microorganismes, controlar els canvis en microbis i humans en resposta als vols espacials i possiblement ajuda a la detecció de vida basada en l'ADN en altres llocs de l'univers».
Durant la seva primera estada a l'espai, també va passar 12 hores i 46 minuts fora de l'estació en dues caminades espacials separades. Va fer aquestes dues passejades espacials amb el veterà Jeffrey Williams. Durant la seva primera caminada espacial, la doctora Rubins va instal·lar amb èxit el primer adaptador d'acoblament internacional, que permet atracar naus comercials dels EUA. En la seva segona caminada espacial, Rubins va instal·lar noves càmeres d'alta definició. Rubins també va capturar la nau espacial de reabastament comercial SpaceX Dragon i va enviar mostres d'experiments a la Terra.
Rubins va tornar a la Terra el 30 d'octubre de 2016, després de 115 dies a l'espai.

### Expedició 63/64

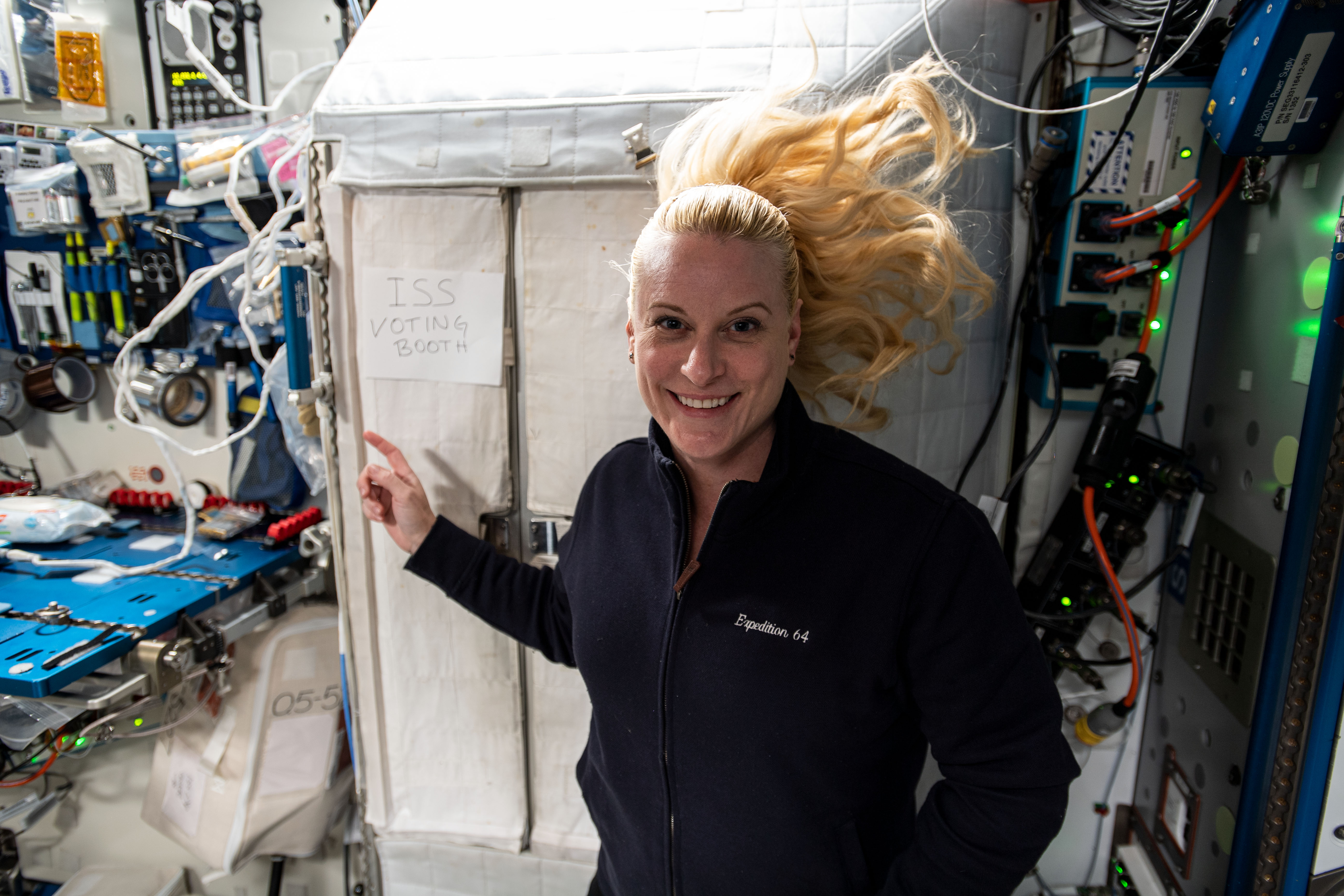
Rubins fotografiada al costat de la "cabina de votació" de l'ISS, on va votar per a les eleccions presidencials dels Estats Units del 2020.

Rubins es va llançar a la seva segona missió el 14 d'octubre de 2020 (el seu 42è aniversari) amb els cosmonautes russos Serguei Ryzhikov, i Serguei Kud-Sverchkov a bord del Soiuz MS-17. Va tornar a la Terra el 17 d'abril de 2021, a les 10:55 hora local (Kazakhstan), després del llançament de la Soiuz MS-18.
Rubins estava a l'EEI en el moment de les eleccions dels Estats Units del 2020 i va emetre el seu vot com absent des de l'estació.
Durant la seva segona estada a l'espai, va fer la seva tercera caminada espacial amb Victor J. Glover, i la quarta amb Soichi Noguchi el març de 2021.

#### Investigació durant l'Expedició 63/64
Mentre estava a l'EEI durant el seu viatge més recent, Rubins va continuar investigant per a l'experiment Cardinal Heart que incloïa teràpies contra el càncer i malalties del cor. La microgravetat afecta significativament els teixits cardíacs que treballen i exerceixen una força oposada a la gravetat i se sap que causa anomalies moleculars i estructurals en cèl·lules i teixits que poden provocar malalties. La investigació podria proporcionar una nova comprensió de problemes cardíacs similars a la Terra i ajudar a identificar nous tractaments. Aquest estudi analitzava els efectes de la baixa gravetat sobre els músculs del cor. Rubins i altres científics van generar teixit cardíac dissenyat en 3D. Aquesta investigació podria proporcionar informació important sobre problemes cardíacs no només per als astronautes que tornen a casa, sinó també per a qualsevol ciutadà de la Terra.

## Programa Artemis
La NASA ha anunciat el proper grup d'astronautes que formarà part del programa Artemis que posarà la primera dona americana a la Lluna. Rubins és un dels astronautes anunciats per l'equip Artemis. El programa Artemis pretén no només col·locar una dona americana a la Lluna, sinó també examinar tota la superfície de la Lluna per entendre millor la possibilitat de la vida humana a Mart.

## Premis/Honors
Rubins té un total de 5 honors i premis fins ara en la seva carrera. Va rebre el Brilliant Ten de Popular Science (2009), National Science Foundation Predoctoral Fellowship (2000), Stanford Graduate Fellowship - Gabilan Fellow (2000), UCSD Emerging Leader of the Year (1998), Order of Omega Honor Society Scholarship Award (1998).